# Alpiner Skieuropacup 2001/02
Die Saison 2001/02 des Alpinen Skieuropacups begann am 29. November 2001 in Levi (FIN) und endete am 17. März 2002 in La Clusaz (FRA). Bei den Männern wurden 34 Rennen ausgetragen (8 Abfahrten, 6 Super-G, 10 Riesenslaloms, 10 Slaloms). Bei den Frauen waren es ebenfalls 34 Rennen (7 Abfahrten, 7 Super-G, 9 Riesenslaloms, 11 Slaloms).

## Europacupwertungen

### Gesamtwertung
| Rang | Name               | Land       | Punkte |
| ---- | ------------------ | ---------- | ------ |
| 1    | Martin Marinac     | Österreich | 835    |
| 2    | Stephan Görgl      | Österreich | 737    |
| 3    | Michael Gufler     | Italien    | 634    |
| 4    | Hannes Reichelt    | Österreich | 602    |
| 5    | Andreas Buder      | Österreich | 576    |
| 6    | Thomas Graggaber   | Österreich | 523    |
| 7    | Christoph Alster   | Österreich | 510    |
| 8    | Matthias Lanzinger | Österreich | 497    |
| 9    | Mitja Dragšič      | Slowenien  | 486    |
| 100  | Stéphane Tissot    | Frankreich | 472    |

| Rang | Name            | Land        | Punkte |
| ---- | --------------- | ----------- | ------ |
| 1    | Maria Riesch    | Deutschland | 1144   |
| 2    | Kathrin Wilhelm | Österreich  | 0870   |
| 3    | Katja Wirth     | Österreich  | 0743   |
| 4    | Nicole Hosp     | Österreich  | 0742   |
| 5    | Petra Knor      | Österreich  | 0738   |
| 6    | Karin Blaser    | Österreich  | 0705   |
| 7    | Martina Lechner | Österreich  | 0627   |
| 8    | Tamara Müller   | Schweiz     | 0583   |
| 9    | Michaela Kofler | Österreich  | 0575   |
| 100  | Martina Schild  | Schweiz     | 0461   |

### Abfahrt
| Rang | Name               | Land       | Punkte |
| ---- | ------------------ | ---------- | ------ |
| 1    | Andreas Buder      | Österreich | 462    |
| 2    | Thomas Graggaber   | Österreich | 383    |
| 3    | Daniel Züger       | Schweiz    | 358    |
| 4    | Hannes Reichelt    | Österreich | 284    |
| 5    | Patrick Staudacher | Italien    | 278    |

| Rang | Name            | Land        | Punkte |
| ---- | --------------- | ----------- | ------ |
| 1    | Maria Riesch    | Deutschland | 410    |
| 2    | Kathrin Wilhelm | Österreich  | 347    |
| 3    | Katja Wirth     | Österreich  | 310    |
| 4    | Karin Blaser    | Österreich  | 271    |
| 5    | Tamara Müller   | Schweiz     | 234    |

### Super-G
| Rang | Name               | Land       | Punkte |
| ---- | ------------------ | ---------- | ------ |
| 1    | Freddy Rech        | Frankreich | 289    |
| 2    | Hannes Reichelt    | Österreich | 274    |
| 3    | Stephan Görgl      | Österreich | 265    |
| 4    | Konrad Hari        | Schweiz    | 228    |
| 5    | Norbert Holzknecht | Österreich | 225    |

| Rang | Name            | Land       | Punkte |
| ---- | --------------- | ---------- | ------ |
| 1    | Katja Wirth     | Österreich | 429    |
| 2    | Kathrin Wilhelm | Österreich | 404    |
| 3    | Martina Schild  | Schweiz    | 285    |
| 4    | Karin Blaser    | Österreich | 260    |
| 5    | Martina Lechner | Österreich | 256    |

### Riesenslalom
| Rang | Name                  | Land       | Punkte |
| ---- | --------------------- | ---------- | ------ |
| 1    | Martin Marinac        | Österreich | 443    |
| 2    | Stephan Görgl         | Österreich | 419    |
| 3    | Michael Gufler        | Italien    | 417    |
| 4    | Hannes Reiter         | Österreich | 411    |
| 5    | Gauthier de Tessières | Frankreich | 371    |

| Rang | Name            | Land       | Punkte |
| ---- | --------------- | ---------- | ------ |
| 1    | Britt Janyk     | Kanada     | 371    |
| 2    | Nicole Hosp     | Österreich | 367    |
| 3    | Andrine Flemmen | Norwegen   | 360    |
| 4    | Petra Knor      | Österreich | 324    |
| 5    | Martina Lechner | Österreich | 298    |

### Slalom
| Rang | Name              | Land       | Punkte |
| ---- | ----------------- | ---------- | ------ |
| 1    | Stéphane Tissot   | Frankreich | 472    |
| 2    | Mitja Dragšič     | Slowenien  | 402    |
| 3    | Martin Marinac    | Österreich | 392    |
| 4    | Silvan Zurbriggen | Schweiz    | 382    |
| 5    | Pierre Egger      | Österreich | 305    |

| Rang | Name              | Land       | Punkte |
| ---- | ----------------- | ---------- | ------ |
| 1    | Line Viken        | Norwegen   | 450    |
| 2    | Veronika Zuzulová | Slowakei   | 446    |
| 3    | Petra Knor        | Österreich | 377    |
| 4    | Nicole Hosp       | Österreich | 344    |
| 5    | Karin Truppe      | Österreich | 337    |

## Podestplatzierungen Herren

### Abfahrt
| Datum      | Ort                        | 1. Platz                 | 2. Platz                 | 3. Platz                 |
| ---------- | -------------------------- | ------------------------ | ------------------------ | ------------------------ |
| 19.12.2001 | Saalbach-Hinterglemm (AUT) | Thomas Graggaber (AUT)   | Andreas Buder (AUT)      | Josef Schild (AUT)       |
| 20.12.2001 | Saalbach-Hinterglemm (AUT) | Andreas Buder (AUT)      | Patrick Staudacher (ITA) | Marco Sullivan (USA)     |
| 25.01.2002 | St. Moritz (SUI)           | Peter Fill (ITA)         | Georg Streitberger (AUT) | Patrick Staudacher (ITA) |
| 06.02.2002 | Tarvisio (ITA)             | Andreas Buder (AUT)      | Daniel Züger (SUI)       | Thomas Graggaber (AUT)   |
| 08.02.2002 | Tarvisio (ITA)             | Daniel Züger (SUI)       | Matteo Berbenni (ITA)    | Hans Grugger (AUT)       |
| 05.03.2002 | Tignes (FRA)               | Norbert Holzknecht (AUT) | Patrick Staudacher (ITA) | Erik Seletto (ITA)       |
| 07.03.2002 | Tignes (FRA)               | Norbert Holzknecht (AUT) | Daniel Züger (SUI)       | Josef Schild (AUT)       |
| 13.03.2002 | La Clusaz (FRA)            | Thomas Graggaber (AUT)   | Hannes Reichelt (AUT)    | Andreas Buder (AUT)      |

### Super-G
| Datum      | Ort                        | 1. Platz              | 2. Platz                 | 3. Platz                 |
| ---------- | -------------------------- | --------------------- | ------------------------ | ------------------------ |
| 21.12.2001 | Saalbach-Hinterglemm (AUT) | Fritz Strobl (AUT)    | Marco Sullivan (USA)     | Norbert Holzknecht (AUT) |
| 09.01.2002 | Tarvisio (ITA)             | Marco Büchel (LIE)    | Lasse Paulsen (NOR)      | Freddy Rech (FRA)        |
| 13.02.2002 | Sella Nevea (ITA)          | Stephan Görgl (AUT)   | Hannes Reichelt (AUT)    | Norbert Holzknecht (AUT) |
| 14.02.2002 | Sella Nevea (ITA)          | Stephan Görgl (AUT)   | Freddy Rech (FRA)        | Konrad Hari (SUI)        |
| 07.03.2002 | Tignes (FRA)               | Freddy Rech (FRA)     | Patrick Staudacher (ITA) | Matthias Lanzinger (AUT) |
| 11.03.2002 | La Clusaz (FRA)            | Hannes Reichelt (AUT) | Christophe Saioni (FRA)  | Norbert Holzknecht (AUT) |

### Riesenslalom
| Datum      | Ort                            | 1. Platz                    | 2. Platz                    | 3. Platz                                      |
| ---------- | ------------------------------ | --------------------------- | --------------------------- | --------------------------------------------- |
| 08.12.2001 | Damüls (AUT)                   | Michael Gufler (ITA)        | Mitja Dragšič (SLO)         | Manfred Pranger (AUT)                         |
| 09.12.2001 | Damüls (AUT)                   | Michael Gufler (ITA)        | Andrei Filitschkin (RUS)    | Martin Marinac (AUT) Matthias Lanzinger (AUT) |
| 07.01.2002 | Kranjska Gora (SLO)            | Stephan Görgl (AUT)         | Matthias Lanzinger (AUT)    | Hannes Reiter (AUT)                           |
| 08.01.2002 | Kranjska Gora (SLO)            | Hannes Reiter (AUT)         | Martin Marinac (AUT)        | Thomas Vonn (USA)                             |
| 12.01.2002 | Oberjoch (GER)                 | Stephan Görgl (AUT)         | Martin Marinac (AUT)        | Hannes Reiter (AUT)                           |
| 13.01.2002 | Oberjoch (GER)                 | Stephan Görgl (AUT)         | Bjarne Solbakken (NOR)      | Martin Marinac (AUT)                          |
| 18.01.2002 | Saas-Fee (SUI)                 | Alexander Ploner (ITA)      | Gauthier de Tessières (FRA) | Tobias Grünenfelder (SUI)                     |
| 19.01.2002 | Saas-Fee (SUI)                 | Tobias Grünenfelder (SUI)   | Martin Marinac (AUT)        | Gauthier de Tessières (FRA)                   |
| 15.02.2002 | San Martino di Castrozza (ITA) | Gauthier de Tessières (FRA) | Stephan Görgl (AUT)         | Matthias Lanzinger (AUT)                      |
| 15.03.2002 | Le Grand-Bornand (FRA)         | Patrick Holzer (ITA)        | Arnold Rieder (ITA)         | Alexander Ploner (ITA)                        |

### Slalom
| Datum      | Ort                    | 1. Platz                | 2. Platz                | 3. Platz                             |
| ---------- | ---------------------- | ----------------------- | ----------------------- | ------------------------------------ |
| 03.12.2001 | Val Thorens (FRA)      | Pierre Egger (AUT)      | Mitja Dragšič (SLO)     | Cristian Javier Simari Birkner (ARG) |
| 04.12.2001 | Val Thorens (FRA)      | Manfred Pranger (AUT)   | Sébastien Amiez (FRA)   | Hannes Paul Schmid (ITA)             |
| 14.12.2001 | Obereggen (ITA)        | Mitja Dragšič (SLO)     | Stéphane Tissot (FRA)   | Tom Rothrock (USA)                   |
| 15.12.2001 | Pozza di Fassa (ITA)   | Mitja Dragšič (SLO)     | Kurt Engl (AUT)         | Stéphane Tissot (FRA)                |
| 15.01.2002 | Mellau (AUT)           | Kilian Albrecht (AUT)   | Martin Marinac (AUT)    | Pierre Egger (AUT)                   |
| 16.01.2002 | Mellau (AUT)           | Silvan Zurbriggen (SUI) | Markus Larsson (SWE)    | Kilian Albrecht (AUT)                |
| 10.02.2002 | Sappada (ITA)          | Richard Gravier (FRA)   | Stéphane Tissot (FRA)   | Martin Marinac (AUT)                 |
| 11.02.2002 | Sappada (ITA)          | Stéphane Tissot (FRA)   | Silvan Zurbriggen (SUI) | Hannes Paul Schmid (ITA)             |
| 12.02.2002 | Zoldo (ITA)            | Silvan Zurbriggen (SUI) | Stéphane Tissot (FRA)   | Kévin Page (FRA)                     |
| 16.03.2002 | Le Grand-Bornand (FRA) | Mitja Dragšič (SLO)     | Alan Perathoner (ITA)   | Patrick Bechter (AUT)                |

## Podestplatzierungen Damen

### Abfahrt
| Datum      | Ort               | 1. Platz                 | 2. Platz                               | 3. Platz                                |
| ---------- | ----------------- | ------------------------ | -------------------------------------- | --------------------------------------- |
| 20.01.2002 | Zauchensee (AUT)  | Maria Holaus (AUT)       | Katja Wirth (AUT)                      | Kathrin Wilhelm (AUT)                   |
| 22.01.2002 | Zauchensee (AUT)  | Maria Holaus (AUT)       | Kathrin Wilhelm (AUT)                  | Michaela Kofler (AUT)                   |
| 05.02.2002 | Tarvisio (ITA)    | Maria Riesch (GER)       | Karin Blaser (AUT) Tamara Müller (SUI) |                                         |
| 06.02.2002 | Tarvisio (ITA)    | Maria Riesch (GER)       | Astrid Vierthaler (AUT)                | Isabelle Huber (GER) Karin Blaser (AUT) |
| 05.03.2002 | Lenzerheide (SUI) | Maria Riesch (GER)       | Kathrin Wilhelm (AUT)                  | Ella Alpiger (SUI)                      |
| 05.03.2002 | Lenzerheide (SUI) | Warwara Selenskaja (RUS) | Tamara Müller (SUI)                    | Maria Riesch (GER)                      |
| 15.03.2002 | La Clusaz (FRA)   | Chiara May (ITA)         | Ingrid Jacquemod (FRA)                 | Jenny Owens (AUS)                       |

### Super-G
| Datum      | Ort               | 1. Platz                | 2. Platz                 | 3. Platz                 |
| ---------- | ----------------- | ----------------------- | ------------------------ | ------------------------ |
| 11.01.2002 | Tignes (FRA)      | Martina Schild (SUI)    | Katja Wirth (AUT)        | Kathrin Wilhelm (AUT)    |
| 12.01.2002 | Tignes (FRA)      | Martina Schild (SUI)    | Martina Lechner (AUT)    | Silvia Berger (AUT)      |
| 08.02.2002 | Tarvisio (ITA)    | Katja Wirth (AUT)       | Astrid Vierthaler (AUT)  | Kathrin Wilhelm (AUT)    |
| 11.02.2002 | Sella Nevea (ITA) | Ingrid Rumpfhuber (AUT) | Andrea Felber (AUT)      | Katja Wirth (AUT)        |
| 12.02.2002 | Sella Nevea (ITA) | Karin Blaser (AUT)      | Kathrin Wilhelm (AUT)    | Katja Wirth (AUT)        |
| 06.03.2002 | Lenzerheide (SUI) | Tamara Müller (SUI)     | Warwara Selenskaja (RUS) | Karin Blaser (AUT)       |
| 16.03.2002 | La Clusaz (FRA)   | Kathrin Wilhelm (AUT)   | Maria Riesch (GER)       | Warwara Selenskaja (RUS) |

### Riesenslalom
| Datum      | Ort                    | 1. Platz                   | 2. Platz                                       | 3. Platz                 |
| ---------- | ---------------------- | -------------------------- | ---------------------------------------------- | ------------------------ |
| 05.12.2001 | Ål (NOR)               | Fränzi Aufdenblatten (SUI) | Andrine Flemmen (NOR)                          | Petra Knor (AUT)         |
| 06.12.2001 | Ål (NOR)               | Andrine Flemmen (NOR)      | Lilian Kummer (SUI)                            | Kristine Heggelund (NOR) |
| 14.01.2002 | Arosa (SUI)            | Birgit Heeb (LIE)          | Martina Lechner (AUT) Kristine Heggelund (NOR) |                          |
| 15.01.2002 | Arosa (SUI)            | Fränzi Aufdenblatten (SUI) | Andrine Flemmen (NOR)                          | Annemarie Gerg (GER)     |
| 17.01.2002 | St. Sebastian (AUT)    | Andrine Flemmen (NOR)      | Petra Knor (AUT)                               | Britt Janyk (CAN)        |
| 18.01.2002 | St. Sebastian (AUT)    | Britt Janyk (CAN)          | Erika Dicht (SUI)                              | Nicole Hosp (AUT)        |
| 14.02.2002 | Abetone (ITA)          | Maria Riesch (GER)         | Nicole Hosp (AUT)                              | Eveline Rohregger (AUT)  |
| 15.02.2002 | Abetone (ITA)          | Britt Janyk (CAN)          | Petra Knor (AUT)                               | Elisabeth Görgl (AUT)    |
| 11.03.2002 | Le Grand-Bornand (FRA) | Nicole Hosp (AUT)          | Elisabeth Görgl (AUT)                          | Denise Karbon (ITA)      |

### Slalom
| Datum      | Ort                    | 1. Platz                  | 2. Platz                                 | 3. Platz                  |
| ---------- | ---------------------- | ------------------------- | ---------------------------------------- | ------------------------- |
| 29.11.2001 | Levi (FIN)             | Tanja Poutiainen (FIN)    | Marlies Schild (AUT)                     | Corina Grünenfelder (SUI) |
| 30.11.2001 | Levi (FIN)             | Tanja Poutiainen (FIN)    | Veronika Zuzulová (SVK)                  | Henna Raita (FIN)         |
| 02.12.2001 | Åre (SWE)              | Corina Grünenfelder (SUI) | Line Viken (NOR)                         | Vanessa Vidal (FRA)       |
| 03.12.2001 | Åre (SWE)              | Corina Grünenfelder (SUI) | Ylva Nowén (SWE)                         | Vanessa Vidal (FRA)       |
| 24.01.2002 | Rogla (SLO)            | Henna Raita (FIN)         | Katja Jossi (SUI)                        | Petra Knor (AUT)          |
| 25.01.2002 | Rogla (SLO)            | Noriyo Hiroi (JPN)        | Veronika Zuzulová (SVK)                  | Lisa Bremseth (NOR)       |
| 01.02.2002 | Lenggries (GER)        | Petra Knor (AUT)          | Nicole Hosp (AUT)                        | Karin Truppe (AUT)        |
| 02.02.2002 | Lenggries (GER)        | Line Viken (NOR)          | Maria Riesch (GER) Maia Barmettler (SUI) |                           |
| 17.02.2002 | Bad Hofgastein (AUT)   | Maria Riesch (GER)        | Karin Truppe (AUT)                       | Petra Knor (AUT)          |
| 18.02.2002 | Bad Hofgastein (AUT)   | Line Viken (NOR)          | Eva Walkner (AUT)                        | Marina Huber (GER)        |
| 12.03.2002 | Le Grand-Bornand (FRA) | Veronika Zuzulová (SVK)   | Nicole Hosp (AUT)                        | Henna Raita (FIN)         |